# Большая сребробрюшка
Большая сребробрюшка, или обыкновенный лиогнат (лат. Leiognathus equulus), — вид лучепёрых рыб семейства сребробрюшковых (Leiognathidae). Распространены в Индо-Тихоокеанской области. Морские бентопелагические рыбы. Максимальная длина тела 24 см.

## Описание
Тело очень высокое, сильно сжато с боков, покрыто мелкой циклоидной чешуёй. Высота тела укладывается 1,7—1,9 раза в стандартную длину тела. Голова и грудь без чешуи. Спина сильно выгнутая. Нижняя челюсть сильно вогнута. Рот маленький, сильно выдвижной; при открытии вытягивается вниз. Зубы мелкие и слабые, нет клыковидных зубов. Жаберные тычинки короткие и мясистые, их длина в 2 раза меньше длины соответствующих жаберных лепестков. На первой жаберной дуге 18—22 жаберные тычинки. В боковой линии 61—66 чешуй. В спинном плавнике 8 жёстких лучей, первый луч очень маленький; второй колючий луч не удлинённый; и 16—17 мягких лучей. В анальном плавнике три колючих и 14 мягких лучей. Грудные и брюшные плавники короткие. Хвостовой плавник вильчатый.
Спина сероватая, бока и брюхо серебристые. По верхней стороне тела проходят многочисленные близко расположенные слабовыраженные параллельные полоски. На хвостовом стебле коричневое пятно седловидной формы. Пространство между грудными плавниками серое или чёрное. Край мягкой части спинного плавника чёрный. Обе лопасти хвостового плавника с широкими тёмными краями. Грудные, брюшные и анальный плавники бесцветные или желтоватые. У молоди длиной 5—7 см от спины до середины тела проходят тонкие вертикальные полосы серого цвета. Мембраны между колючками анального плавника жёлтые.  Края лопастей хвостового плавника бледно-жёлтые. Остальные плавники розоватые. На рыле тёмные точки.
Максимальная длина тела 24 см, обычно до 18 см.

## Биология
Большие сребробрюшки — морские придонные рыбы, обитают на мелководных участках вблизи побережья на глубине от 1 до 10 м, изредка встречаются на глубинах до 70—100 м; заходят в устья рек. Предпочитают илистые грунты. Ведут стайный образ жизни. Молодь наиболее обычна в эстуариях у мангров, заходит в реки. Питаются полихетами, мелкими ракообразными и мелкими рыбами.
Самки обыкновенного лиогната (50 % в популяции) впервые созревают при средней длине тела 162 мм, а самцы — при длине тела 158 мм. У берегов Тайваня нерестятся с мая до августа. Нерест порционный, тип развития ооцитов асинхронный. Плодовитость варьирует от 70612 до 209 298 ооцитов, возрастает по мере увеличения длины и массы тела самок. Относительная плодовитость варьирует от 120 до 3534 ооцитов на кг массы тела.

## Ареал
Широко распространены в Индо-Тихоокеанской области. Встречаются от Красного моря и Персидского залива вдоль восточного побережья Африки; включая Мадагаскар, Реюньон, Коморские острова, Сейшельские острова, Маврикий. У берегов Южной и Юго-Восточной Азии; в Тихом океане на севере до островов Рюкю и на юг до Квинсленда.

## Взаимодействие с человеком
Имеют небольшое промысловое значение на всём протяжении ареала. В тропических регионах могут составлять существенную долю в местном кустарном промысле. Отдельная статистика по каждому виду сребробрюшковых не ведётся, общие уловы Малайзии в 2010 году превысили 2 тысячи тонн. У берегов Танзании большая сребробрюшка занимает второе место в уловах всех представителей семейства. Ловят донными тралами, ставными сетями и закидными неводами. После сортировки улова крупные особи идут на пищевые цели и реализуются в свежем или солёном виде. Весь остальной улов используется для приготовления рыбной муки, кормления домашней птицы или выбрасывается.